# Intriga en el escenario
Intriga en el escenario es una película española de género policíaco estrenada el 19 de octubre de 1953, dirigida por Feliciano Catalán y protagonizada en los papeles principales por Margaret Genske, Manolo Morán, Enrique Guitart, Encarna Fuentes y José Isbert.

## Sinopsis
Durante el ensayo de un espectáculo de teatro, la vedette es acusada de tráfico de joyas, y la nieta del portero sustituye a otra estrella.

## Reparto
- Margarete Genske como Tina Reyes.
- Manolo Morán como Paco.
- Enrique Guitart como Olmedo.
- Encarna Fuentes como Mary.
- José Isbert como Portero.
- Florinda Chico
- Helena Cortesina como Olga.
- Elva de Bethancourt como Doncella de servicio.
- Victoria del Castillo
- José Gomis como Daniel.
- Manuel Guitián como Trombonista.
- Casimiro Hurtado como Gitano.
- Víctor M. Morales
- Joaquín Palomares
- Gustavo Re como Óscar.
- Carmen Rey
- Rosario Royo como Señora del empresario.
- Fernando Sancho como Policía 1º.
- Gabriel Alcover como Policía 2º.
- José Toledano